# ソフィー・ヒチョン
ソフィー・ヒチョン（Sophie Hitchon、1991年7月11日 - ）は、イギリスの女子陸上競技選手。専門はハンマー投。ランカシャー・バーンリー出身。

## 自己ベスト
- ハンマー投 - 72m97  (2013年6月23日、ゲーツヘッド)